# 甲府市立上条中学校
甲府市立上条中学校（こうふしりつ かみじょうちゅうがっこう）は、山梨県甲府市古上条町にある公立中学校。
学園祭は「麗条祭」という。

## 沿革
1988年（昭和63年）に甲府市で10番目に開校した公立中学校である。

## 校訓
- 「自主　協和　創造」

## 学校教育目標
- 「自主・協和・創造の精神に富んだ心身ともに健康な生徒の育成」

## 校歌
- 1989年(平成元年)2月28日制定 [1]
- 作詞： 宮川逸雄、作曲： 近藤幹雄

## 歴代校長
元サッカー選手の数野篤人が2014年3月にまで勤めていたことが知られている。

## 著名な卒業生
- 富田智美 - 元山梨放送（YBS）の女性アナウンサー
- 玲奈 (ファッションモデル)